# Danilo Asconeguy
Danilo Asconeguy, vollständiger Name Danilo Asconeguy Ruiz, (* 4. September 1986 in Montevideo) ist ein uruguayischer Fußballspieler.

## Karriere

### Verein
Der nach Angaben seines Vereins 1,74 Meter große Defensivakteur Asconeguy stand in den Jahren 2006 bis 2008 beim Club Atlético Progreso unter Vertrag. 2006 stieg er mit seinem Verein als Meister der Segunda División in Uruguays höchste Spielklasse auf und gehörte in jener Saison mindestens im ersten Finalspiel gegen Juventud zu den Ersatzspielern. In der Ersten Liga kam er in der Saison 2006/07 und in der Clausura 2008 zu 25 Einsätze und erzielte in diesen drei Halbserien vier Tore. Für die Apertura 2007 liegen keine Daten vor. Er spielte in der Saison 2008/09 für Peñarol Montevideo, traf dort in 18 Einsätzen zweimal in der Primera División und wurde auch zweimal in der Copa Libertadores aufgestellt. In der Spielzeit 2009/10 absolvierte er 24 Ligapartien für den Club Atlético Cerro. Auch sind sechs Einsätze in der Copa Libertadores bei Cerro für ihn verzeichnet. In der Folgespielzeit bestritt er zwölf Partien für Defensor Sporting in Uruguays höchster Spielklasse und vier Spiele der Copa Sudamericana. Im September 2011 kehrte er zu Cerro zurück. Dort absolvierte er weitere zehn Erstligabegegnungen in der Saison 2011/12. Im Januar 2013 schloss er sich dem ecuadorianischen Klub Club Social y Deportivo Macará an, für den er in der Liga 16-mal auflief. Sodann wechselte er zur Apertura 2013 zum uruguayischen Erstligisten El Tanque Sisley. Dort kam er in der Spielzeit 2013/14 neunmal zum Einsatz (ein Tor). Ende März 2015 schloss er sich dem Zweitligisten Deportivo Maldonado an. In der Clausura 2015 wurde er dort elfmal (kein Tor) in der Liga eingesetzt. Ende Juli 2015 trat er ein Engagement bei Maldonados Ligakonkurrenten Boston River an. Für die Montevideaner bestritt er bis Ende der Spielzeit 2015/16 elf Ligaspiele (kein Tor). Anfang März 2017 verpflichtete ihn erneut Progreso. Während der laufenden Saison 2017 kam er bislang (Stand: 12. August 2017) in sechs Zweitligaspielen (kein Tor) zum Einsatz.

### Nationalmannschaft
Asconeguy war mindestens im Juni 2007 Mitglied der von Roland Marcenaro betreuten U-23-Auswahl Uruguays.